# Campeonato Regional de Fútbol 1957 (Chile)
El Campeonato Regional de Fútbol de 1957 fue la novena versión del certamen de fútbol semiprofesional chileno. Contó con la participación de 14 equipos de las ciudades de Concepción, Talcahuano, Tomé, Coronel, Lota, Lirquén y Penco.
El campeonato fue jugado en dos ruedas con un sistema de todos-contra-todos. Al cabo de la disputa de las 26 fechas del torneo, Naval de Talcahuano se consagró campeón por séptima ocasión desde su ingreso a la competencia 1949 con un 76,92% de rendimiento, ostentando además la defensa más sólida con solo 27 anotaciones recibidas.
En 1957 se registró el mayor récord de asistencia del Campeonato Regional de Fútbol, en la victoria navalina de 4 a 2 sobre los vialinos en la cancha El Morro con 13.540 personas.

## Equipos por participantes
| Comuna     | N.º | Equipos                                                  |
| ---------- | --- | -------------------------------------------------------- |
| Talcahuano | 4   | Gente de Mar, Huachipato, Naval, San Vicente             |
| Concepción | 4   | Caupolicán, Fernández Vial, Lord Cochrane, Universitario |
| Penco      | 2   | Cultural Fanaloza, Deportivo Vipla                       |
| Tomé       | 2   | Fiap, Marcos Serrano                                     |
| Coronel    | 1   | Federico Schwager                                        |
| Lota       | 1   | Minas Lota                                               |

## Tabla general
| Pos | Equipo                   | PJ | PG | PE | PP | GF | GC | Pts |
| --- | ------------------------ | -- | -- | -- | -- | -- | -- | --- |
| 1   | Naval                    | 26 | 18 | 4  | 4  | 55 | 27 | 40  |
| 2   | Fernández Vial           | 26 | 17 | 5  | 4  | 56 | 29 | 39  |
| 3   | Huachipato               | 26 | 16 | 6  | 4  | 52 | 30 | 38  |
| 4   | Deportivo Vipla          | 26 | 14 | 6  | 6  | 46 | 32 | 34  |
| 5   | Federico Schwager        | 26 | 11 | 6  | 9  | 46 | 42 | 28  |
| 6   | Universitario            | 26 | 11 | 6  | 9  | 39 | 31 | 28  |
| 7   | Unión San Vicente        | 26 | 6  | 11 | 9  | 35 | 37 | 23  |
| 8   | Fiap                     | 26 | 8  | 7  | 11 | 45 | 41 | 23  |
| 9   | Caupolicán               | 26 | 9  | 4  | 13 | 47 | 58 | 22  |
| 10  | Deportivo Marcos Serrano | 26 | 5  | 10 | 11 | 29 | 36 | 20  |
| 11  | Fanaloza                 | 26 | 6  | 9  | 11 | 32 | 43 | 20  |
| 12  | Gente de Mar             | 26 | 6  | 7  | 13 | 33 | 46 | 19  |
| 13  | Lord Cochrane            | 26 | 6  | 3  | 17 | 29 | 53 | 15  |
| 14  | Minas Lota               | 26 | 6  | 3  | 17 | 30 | 51 | 15  |

PJ=Partidos jugados; PG=Partidos ganados; PE=Partidos empatados; PP=Partidos perdidos; GF=Goles a favor; GC=Goles en contra; Pts=Puntos

## Campeón
|                                       |
| Campeón Naval de Talcahuano 7° título |